# Квемо-Хеви
Квемо-Хеви (груз. ქვემო ხევი) — село в Грузии, на территории Сачхерского муниципалитета края (мхаре) Имеретия.

## География
Село находится в центральной части Грузии, на берегах реки Джручулы, на расстоянии 9 километров к северо-западу от города Сачхере, административного центра муниципалитета. Абсолютная высота — 567 метров над уровнем моря.

## Население
По результатам официальной переписи населения 2014 года, в Квемо-Хеви проживало 126 человек (68 мужчин и 58 женщин). В национальной структуре населения грузины составляли 99,2 %, абхазы — 0,8 %.
| Год  | Население, человек |
| ---- | ------------------ |
| 2002 | 294                |
| 2014 | ↘ 126              |